# أرقام بابلية
الأرقام البابلية (بالإنجليزية: Babylonian numerals)‏ هو نظام عد استعمل قديما في بلاد الرافدين، وهو نظام مكتوب بالمسمارية، دون هذا النظام على ألواح طينية رطبة باستعمال مُرقِمات من القصب، ثم يتم تعريض الألوح للشمس لكي تتصلب، وهي طريقة التدوين الشائعة آنذاك.
اشتهر البابليون برصدهم الفلكي وبالحساب، ومساعدهم في ذلك نظام العد الستيني وهو نظام عد موضعي موروث من الحضارتين السومرية والأكدية. ولم يكن أي من الأنظمة السابقة لهذا النظام أنظمة موضعية.
بدأ ظهور هذا النظام في عام 3100 ق.م. ويعزى إليهِ الفضل كأول نظام عد موضعي حتى الآن، حيث أن القيمة تعتمد على الرقم وموضعه من العدد. شكل هذا النظام تطورا مهما للغاية، لأن القيم اللاموضعية تتطلب رموز خاصة لكل قوة (كالعشرة، المائة، والألف، وما إلى ذلك)، وهو ما يجعل الحساب أكثر صعوبة.
رمزان فقط ( لحساب الآحاد و لحساب العشرات) استعملا لتدوين الأعداد 59 بدون الصفر. وقد دمجت هذه الرموز وقيمها إلى قيم رمزية تشبه بشكل كبير الأرقام الرومانية؛ على سبيل المثال، عندما ندمج  تستخدم لتمثيل العدد 23 (انظر جدول الأرقام أدناه). يوجد مساحة خالية في الكتابة تشير إلى عدم وجود قيمة، شبيه بما يعرف اليوم الصفر مع مرور الزمن ابتكر البابليون علامة لتحل محل المساحة الخالية. ولم يكن لدى البابليون علامة تقوم مقام الفاصلة العشرية، وبهذا يصبح مكان الوحدات استنتاج من السياق:  يمكن أن تمثّل 23×60 أو 23×60×60 أو 23/60... إلخ.
من الواضح أن نظام البابليون استعمل رمز ذاتي عشري للدلالة على الأرقام، لكن هذا النظام الستيني لم يكن مختلطا من الأساسين 6و 10، في حين أن التمثيل الفرعي العشري استخدم في تبسيط عدد هائل للأرقام في حين أن مكان القيم في سلسلة رقمية كانت دائما تستند بشكل دائم إلى العدد 60 والحسابات التي احتاجت للتعامل مع السلسلة الرقمية كانت بالمقابل ستينية.
وما زال استعمال النظام الستيني موجود حتى وقتنا الحاضر، على هيئة الدرجة (360° في الدائرة أو 60° في زاوية مثلث متساوي الأضلاع)، الدقائق، الثواني في الحساب المثلثي وفي قياس الزمن، على الرغم من أن كلا النظامين مخطلتا الأسس.
النظرية السائدة تقول بأن الرقم 60، وهو عدد مركب جدا (يسبق 12 ويلحق 120 في هذا الشيء)، اختير بسبب عوامله الأولية: 2×2×3×5، والذي يجعله قابل للقسمة على 2, 2, 3, 4, 5, 6, 10, 12, 15, 20, و30. في الواقع، العدد 6- هو أضغر عدد صحيح يقسم على جميع الأرقام المتسلسة من 1 إلى 6. وتظهر الأعداد الصحيحة والكسور على حسب تماثل السياق، والعلامة العشرية لا تكتب ولكنها تعرف من خلال السياق.

## الأعداد

الأعداد البابلية

لم يكن لدى البابليين أي رقم، أو أي مفهوم عن الصفر. وعلى الرغم من ذلك، فقد كانوا على علم باللا شيء، ولم يروه كرقم بل ببساطة فقدان الرقم. وما استخدمه البابليون كان ببساطة مساحة فارغة (وفي وقت لاحق استخدم هذا الرمز لإزالة هذا الغموض ) للإشارة إلى عدم وجود رقم في مكان ما.

## وصلات خارجية
- إيريك ويستاين، Sexagesimal، ماثوورلد Mathworld (باللغة الإنكليزية).